# Meitantei Conan: Gōka no himawari
Meitantei Conan: Gōka no himawari (jap. 名探偵コナン 業火の向日葵 Meitantei Konan: Gōka no himawari, ang. Detective Conan: Sunflowers of Inferno) – japoński film anime wyprodukowany w 2015 roku, dziewiętnasty film z serii Detektyw Conan. Piosenką przewodnią filmu była „Oh! Rival” śpiewana przez Porno Graffiti.
Film miał swoją premierę 18 kwietnia 2015 roku w Japonii przynosząc łączny dochód 4,48 mld jenów, znalazł się na czwartej pozycji na liście najbardziej dochodowych japońskich filmów.

## Obsada
- Minami Takayama – Conan Edogawa
- Wakana Yamazaki – Ran Mōri
- Rikiya Koyama – Kogorō Mōri
- Kappei Yamaguchi – Kaito Kid/Shin’ichi Kudō
- Megumi Hayashibara – Ai Haibara
- Naoko Matsui – Sonoko Suzuki
- Yukiko Iwai – Ayumi Yoshida
- Ikue Ōtani – Mitsuhiko Tsuburaya
- Wataru Takagi – Genta Kojima/Wataru Takagi
- Ken’ichi Ogata – dr Hiroshi Agasa
- Unshō Ishizuka – Ginzō Nakamori
- Chafūrin – inspektor Jūzō Megure
- Akio Suyama – młody Konosuke Jii
- Kōsei Tomita – Jirokichi Suzuki
- Taiten Kusunoki – Zengo Gotō
- Nana Eikura – Natsumi Miyadai
- Hiroshi Isobe – Kōji Azuma
- Yoshiko Sakakibara – Keiko Anderson
- Yukana – Kumiko Kishi
- Katsuhisa Hōki – Taizō Ishimine
- Shunsuke Sakuya – Charlie
- Toshiko Sawada – Umeno
- Yūko Minaguchi – młoda Umeno
- Tōru Ōkawa – Kiyosuke Azuma
- Hidekatsu Shibata – Hideo Haraguchi
- Kang Ji-young – przewodniczka po galerii sztuki